# Gran Premio d'Australia 2011
Il Gran Premio d'Australia 2011 è stata la prima prova della stagione 2011 del campionato mondiale di Formula 1. Si è svolta domenica 27 marzo 2011 sul circuito di Albert Park a Melbourne ed è stata vinta dal tedesco Sebastian Vettel su Red Bull Racing-Renault, al suo undicesimo successo nel mondiale. Vettel ha preceduto sul traguardo il britannico Lewis Hamilton su McLaren-Mercedes ed il russo Vitaly Petrov su Renault (primo ed unico podio per lui e primo della sua nazione a riuscirci).

## Vigilia

### Aspetti tecnici
La Pirelli, da quest'anno, e per tre stagioni, fornitore unico degli pneumatici, annuncia che, per questo gran premio, fornisce gomme dure e morbide. La casa italiana ritorna nella massima serie dopo vent'anni (ultimo gran premio quello d'Australia 1991 in cui forniva coperture per Tyrrell, Brabham, Benetton e Dallara-Scuderia Italia). La casa ha anche portato un extra set di gomme per le prove libere del venerdì per permettere ai team di finalizzare l'assetto. Un ulteriore carico extra di gomme è stato inviato per sostituire per motivi precauzionali alcuni pneumatici sui quali Pirelli aveva riscontrato fessurazione del battistrada.
L'Overtaking zone, ovvero la zona nella quale chi è in fase di sorpasso di una vettura può agire sull'ala posteriore, è stabilita tra l'ultima curva del circuito e la prima. Il gap di un secondo tra le vetture verrà calcolato alla terz'ultima curva. Sebastian Vettel ha bocciato tale innovazione regolamentare, in quanto creerebbe solo confusione, tanto da non escludere la possibilità che i piloti inscenino uno sciopero. È stato deciso che tale modifica venga vietata, nelle prove libere e nelle qualifiche, quando la vettura impiega pneumatici da bagnato.
La Williams annuncia l'uso del KERS sulla propria vettura, mentre nelle settimane precedenti era stato messo in dubbio l'uso di tale dispositivo.

### Aspetti sportivi
La gara diviene la prima del calendario dopo la cancellazione del Gran Premio del Bahrain, a seguito della difficile situazione politica del paese arabo.
Da questa stagione la Virgin corre con licenza russa, dopo l'accordo di sponsorizzazione con il costruttore Marussia Motors, mentre la Renault passa alla licenza britannica, dopo la completa uscita dal capitale della scuderia della casa madre.
Fanno il loro esordio in F1, quali piloti titolari, il messicano Sergio Pérez (primo pilota della sua Nazione che corre nella massima serie dai tempi di Héctor Rebaque al Gran Premio di Las Vegas 1981) con la Sauber-Ferrari, il venezuelano Pastor Maldonado (vincitore della GP2 Series 2010 e primo pilota del Venezuela dai tempi di Johnny Cecotto al Gran Premio degli Stati Uniti d'America 1984) con la Williams-Cosworth, il belga Jérôme d'Ambrosio (partecipante alla GP2 Series 2010 con la DAMS nonché primo pilota del suo Paese a partecipare al mondiale di F1 dopo Bertrand Gachot nel Gran Premio d'Australia 1995) con la Marussia Virgin-Cosworth e lo scozzese Paul di Resta (campione in carica del DTM) con la Force India-Mercedes. Questi ultimi due, nella passata stagione, avevano già testato le proprie vetture nel corso delle prove libere del venerdì.
Nick Heidfeld sostituisce alla Renault l'infortunato Robert Kubica, mentre Vitantonio Liuzzi dalla Force India passa alla Hispania-Cosworth, dove trova Narain Karthikeyan, che ritorna in F1, dopo 5 stagioni.
L'indiano Karun Chandhok effettua le prime prove libere del venerdì al posto di Jarno Trulli alla Lotus-Renault. In un primo tempo era stato indicato l'italiano Davide Valsecchi. Nella stessa sessione Daniel Ricciardo prende il posto di Jaime Alguersuari alla STR-Ferrari e Nico Hülkenberg quello di Paul di Resta alla Force India-Mercedes.
Johnny Herbert è nominato commissario aggiunto dalla FIA. L'inglese aveva già svolto tale funzione in tre gran premi lo scorso anno.
In segno di sostegno con le popolazioni colpite dal sisma in Giappone, la Ferrari e la Sauber, pongono sulle loro vetture degli adesivi recanti scritte di solidarietà.

## Prove

### Resoconto
La prima sessione di prove libere è stata dominata dalle due RBR-Renault, con Mark Webber e Sebastian Vettel. Fernando Alonso, terzo ha accusato quasi un secondo di distacco dall'australiano. Karun Chandhok, della Lotus è stato autore di un incidente senza conseguenze. Nessun giro per le due HRT-Cosworth.
La seconda sessione del venerdì è stata effettuata in condizioni di gara, negli ultimi trenta minuti, per testare la zona di sorpasso, prevista dal nuovo regolamento. I migliori tempi sono stati fatti segnare dalla due McLaren-Mercedes. Vitantonio Liuzzi della HRT è riuscito a completare solo un giro di installazione.
L'ultima sessione, quella del sabato, ha visto nuovamente in testa le due RBR, seguite da Lewis Hamilton su McLaren, staccato però di oltre un secondo. Problemi tecnici sono stati riscontrati sulle Williams-Cosworth, mentre anche l'altro pilota della HRT, Narain Karthikeyan è riuscito finalmente a provare la vettura.

### Risultati
Nella prima sessione del venerdì si è avuta questa situazione:
| Pos | Nº | Pilota           | Costruttore | Tempo    | Gap    | Giri |
| --- | -- | ---------------- | ----------- | -------- | ------ | ---- |
| 1   | 2  | Mark Webber      | RBR-Renault | 1'26"831 |        | 20   |
| 2   | 1  | Sebastian Vettel | RBR-Renault | 1'27"158 | +0"327 | 19   |
| 3   | 5  | Fernando Alonso  | Ferrari     | 1'27"749 | +0"918 | 20   |

Nella seconda sessione del venerdì si è avuta questa situazione:
| Pos | Nº | Pilota          | Costruttore      | Tempo    | Gap    | Giri |
| --- | -- | --------------- | ---------------- | -------- | ------ | ---- |
| 1   | 4  | Jenson Button   | McLaren-Mercedes | 1'25"854 |        | 32   |
| 2   | 3  | Lewis Hamilton  | McLaren-Mercedes | 1'25"986 | +0"132 | 31   |
| 3   | 5  | Fernando Alonso | Ferrari          | 1'26"001 | +0"147 | 28   |

Nella sessione del sabato si è avuta questa situazione:
| Pos | Nº | Pilota           | Costruttore      | Tempo    | Gap    | Giri |
| --- | -- | ---------------- | ---------------- | -------- | ------ | ---- |
| 1   | 1  | Sebastian Vettel | RBR-Renault      | 1'24"507 |        | 15   |
| 2   | 2  | Mark Webber      | RBR-Renault      | 1'25"364 | +0"857 | 14   |
| 3   | 3  | Lewis Hamilton   | McLaren-Mercedes | 1'25"553 | +1"046 | 15   |

## Qualifiche

### Resoconto
Nella Q1 le due HRT-Cosworth non superano il limite del 107% e non si qualificano per la gara. L'ultimo a non riuscire a qualificarsi fu il malese Alex Yoong con la Minardi-Asiatech nel Gran Premio di Germania 2002. Felipe Massa riesce a passare in Q2 solo all'ultimo tentativo. Eliminato, tra gli altri, Nick Heidfeld su Renault.
Nella seconda parte delle qualifiche Rubens Barrichello è autore di un'uscita di pista, la vettura si ferma nella sabbia e il brasiliano non può più competere. Michael Schumacher viene eliminato, mentre passano Kamui Kobayashi e Sébastien Buemi.
Nell'ultima parte quasi subito Sebastian Vettel fa segnare il record della pista: il tempo non sarà battuto e per il tedesco è la 16ª pole della carriera, la 21ª per la RBR. In prima fila c'è Lewis Hamilton; in seconda fila ci sono gli altri due piloti di RBR e McLaren: Mark Webber e Jenson Button.

### Risultati
Nella sessione di qualifica si è avuta questa situazione:
| Pos                         | Nº | Pilota             | Costruttore          | Q1       | Q2          | Q3       | Griglia |
| --------------------------- | -- | ------------------ | -------------------- | -------- | ----------- | -------- | ------- |
| 1                           | 1  | Sebastian Vettel   | RBR-Renault          | 1'25"296 | 1'24"090    | 1'23"529 | 1       |
| 2                           | 3  | Lewis Hamilton     | McLaren-Mercedes     | 1'25"384 | 1'24"595    | 1'24"307 | 2       |
| 3                           | 2  | Mark Webber        | RBR-Renault          | 1'25"900 | 1'24"658    | 1'24"395 | 3       |
| 4                           | 4  | Jenson Button      | McLaren-Mercedes     | 1'25"886 | 1'24"957    | 1'24"779 | 4       |
| 5                           | 5  | Fernando Alonso    | Ferrari              | 1'25"707 | 1'25"242    | 1'24"974 | 5       |
| 6                           | 10 | Vitalij Petrov     | Renault              | 1'25"543 | 1'25"582    | 1'25"247 | 6       |
| 7                           | 8  | Nico Rosberg       | Mercedes GP          | 1'25"856 | 1'25"606    | 1'25"421 | 7       |
| 8                           | 6  | Felipe Massa       | Ferrari              | 1'26"031 | 1'25"611    | 1'25"599 | 8       |
| 9                           | 16 | Kamui Kobayashi    | Sauber-Ferrari       | 1'25"717 | 1'25"405    | 1'25"626 | 9       |
| 10                          | 18 | Sébastien Buemi    | STR-Ferrari          | 1'26"232 | 1'25"882    | 1'27"066 | 10      |
| 11                          | 7  | Michael Schumacher | Mercedes GP          | 1'25"962 | 1'25"971    | N.D.     | 11      |
| 12                          | 19 | Jaime Alguersuari  | STR-Ferrari          | 1'26"620 | 1'26"103    | N.D.     | 12      |
| 13                          | 17 | Sergio Pérez       | Sauber-Ferrari       | 1'25"812 | 1'26"108    | N.D.     | 13      |
| 14                          | 15 | Paul di Resta      | Force India-Mercedes | 1'27"222 | 1'26"739    | N.D.     | 14      |
| 15                          | 12 | Pastor Maldonado   | Williams-Cosworth    | 1'26"298 | 1'26"768    | N.D.     | 15      |
| 16                          | 14 | Adrian Sutil       | Force India-Mercedes | 1'26"245 | 1'31"407    | N.D.     | 16      |
| 17                          | 11 | Rubens Barrichello | Williams-Cosworth    | 1'26"270 | senza tempo | N.D.     | 17      |
| 18                          | 9  | Nick Heidfeld      | Renault              | 1'27"239 | N.D.        | N.D.     | 18      |
| 19                          | 20 | Heikki Kovalainen  | Lotus-Renault        | 1'29"254 | N.D.        | N.D.     | 19      |
| 20                          | 21 | Jarno Trulli       | Lotus-Renault        | 1'29"342 | N.D.        | N.D.     | 20      |
| 21                          | 24 | Timo Glock         | Virgin-Cosworth      | 1'29"858 | N.D.        | N.D.     | 21      |
| 22                          | 25 | Jérôme d'Ambrosio  | Virgin-Cosworth      | 1'30"822 | N.D.        | N.D.     | 22      |
| Tempo limite 107%: 1'31"266 |    |                    |                      |          |             |          |         |
| NQ                          | 23 | Vitantonio Liuzzi  | HRT-Cosworth         | 1'32"978 | N.D.        | N.D.     | NQ      |
| NQ                          | 22 | Narain Karthikeyan | HRT-Cosworth         | 1'34"293 | N.D.        | N.D.     | NQ      |

Con i tempi in grassetto sono visualizzate le migliori prestazioni in Q1, Q2 e Q3.

## Gara

### Resoconto
La richiesta dell'HRT di prendere parte alla gara, pur non avendo superato le qualificazioni, viene respinta dalla Federazione. Prendono il via, quindi, solo 22 vetture.
Alla partenza Vettel scatta bene, così come Webber, che però non riesce a passare Hamilton. Anche lo start di Alonso è buono ma lo spagnolo si ritrova all'esterno della curva e scivola in nona posizione. Al primo giro Schumacher dopo una buona partenza che gli vale il recupero di diverse posizioni viene tamponato da Alguersuari alla curva 3. La collisione comporta la foratura della gomma posteriore destra di Schumacher e il danneggiamento dell'ala anteriore per il pilota spagnolo. La Mercedes costretta a fare un giro intero su tre ruote per rientrare ai box, subisce inevitabilmente danni al fondo della macchina comportando così il definitivo ritiro di Schumacher che avviene al 19º giro della corsa. Alguersuari invece dopo essersi fermato ai box e cambiato l'alettone continua la corsa.

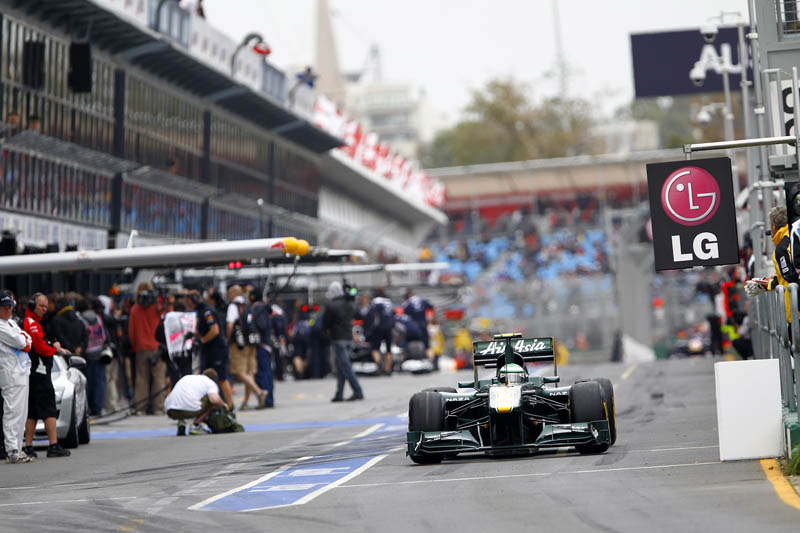
Jarno Trulli esce dalla corsia dei box

Jenson Button e Felipe Massa ingaggiano un duello per vari giri, con il brasiliano che riesce sempre a rimanere davanti all'inglese nonostante il pilota McLaren attivi puntualmente ala posteriore mobile e KERS sul rettilineo d'arrivo. Button prova l'attacco decisivo alla fine del rettifilo più lungo del secondo settore, passando così Massa che si fa da parte successivamente quando sopraggiunge Alonso più veloce di lui. Tuttavia Button è costretto a subire un drive-through perché il sorpasso su Massa era avvenuto sfruttando una via di fuga risultando così irregolare. Nulla da segnalare per le prime posizioni che rimangono invariate.
Quasi a metà gara Barrichello azzarda un sorpasso ai danni di Nico Rosberg ma lo tocca. Il contatto compromette la gara di Rosberg che è costretto al ritiro facendo perdere così al team Mercedes la speranza di portare almeno a punti una vettura, visto il precedente ritiro forzato di Schumacher, Barrichello riceve invece un drive-through per aver causato il contatto. Da notare che il pilota Sauber Sergio Pérez, al debutto in F1, mantiene la settima posizione ai danni del giapponese compagno di squadra Kamui Kobayashi. Petrov conquista la terza posizione all'incirca a metà gara mantenendola fino al termine sfruttando gli errori decisivi di Webber che perderà oltre alla terza anche la quarta posizione ai danni di Alonso.
Nel frattempo Button, nonostante la penalità, riesce a risalire fino alla sesta posizione. Hamilton, nonostante un problema con il fondo piatto, riesce ad arrivare alla fine portando la macchina regolarmente al traguardo dietro all'imprendibile Vettel che vince. Sul podio, oltre al pilota tedesco e a quello inglese, a sorpresa sale Vitalij Petrov, primo pilota russo della storia a competere nel campionato della massima formula. Dietro di loro arrivano a punti Alonso, Webber, Button, Massa, Buemi, Sutil e Di Resta (per quest'ultimo primo punto in F1 nella gara d'esordio del mondiale).
Da segnalare viste le tante discussioni sulla durata dei nuovi pneumatici Pirelli che la maggior parte dei piloti nel GP ha cambiato le gomme per due volte tranne alcuni (fra cui le Ferrari) che hanno effettuato tre soste. Solo Pérez ha concluso il GP con una sola sosta.

### Risultati
I risultati del Gran Premio sono i seguenti:
| Pos | Nº | Pilota             | Costruttore          | Giri | Tempo/Ritiro                 | Griglia | Punti |
| --- | -- | ------------------ | -------------------- | ---- | ---------------------------- | ------- | ----- |
| 1   | 1  | Sebastian Vettel   | RBR-Renault          | 58   | 1h 29'30"259                 | 1       | 25    |
| 2   | 3  | Lewis Hamilton     | McLaren-Mercedes     | 58   | +22"297                      | 2       | 18    |
| 3   | 10 | Vitalij Petrov     | Renault              | 58   | +30"560                      | 6       | 15    |
| 4   | 5  | Fernando Alonso    | Ferrari              | 58   | +31"772                      | 5       | 12    |
| 5   | 2  | Mark Webber        | RBR-Renault          | 58   | +38"171                      | 3       | 10    |
| 6   | 4  | Jenson Button      | McLaren-Mercedes     | 58   | +54"304                      | 4       | 8     |
| 7   | 6  | Felipe Massa       | Ferrari              | 58   | +1'25"186                    | 8       | 6     |
| 8   | 18 | Sébastien Buemi    | STR-Ferrari          | 57   | +1 giro                      | 10      | 4     |
| 9   | 14 | Adrian Sutil       | Force India-Mercedes | 57   | +1 giro                      | 16      | 2     |
| 10  | 15 | Paul di Resta      | Force India-Mercedes | 57   | +1 giro                      | 14      | 1     |
| 11  | 19 | Jaime Alguersuari  | STR-Ferrari          | 57   | +1 giro                      | 12      |       |
| 12  | 9  | Nick Heidfeld      | Renault              | 57   | +1 giro                      | 18      |       |
| 13  | 21 | Jarno Trulli       | Lotus-Renault        | 56   | +2 giri                      | 20      |       |
| 14  | 25 | Jérôme d'Ambrosio  | Virgin-Cosworth      | 54   | +4 giri                      | 22      |       |
| NC  | 24 | Timo Glock         | Virgin-Cosworth      | 49   | +9 giri                      | 21      |       |
| SQ  | 17 | Sergio Pérez       | Sauber-Ferrari       | 58   | Squalificato                 | 13      |       |
| SQ  | 16 | Kamui Kobayashi    | Sauber-Ferrari       | 58   | Squalificato                 | 9       |       |
| Rit | 11 | Rubens Barrichello | Williams-Cosworth    | 48   | Trasmissione                 | 17      |       |
| Rit | 8  | Nico Rosberg       | Mercedes GP          | 22   | Collisione con R.Barrichello | 7       |       |
| Rit | 20 | Heikki Kovalainen  | Lotus-Renault        | 19   | Problemi idraulici           | 19      |       |
| Rit | 7  | Michael Schumacher | Mercedes GP          | 19   | Foratura                     | 11      |       |
| Rit | 12 | Pastor Maldonado   | Williams-Cosworth    | 9    | Trasmissione                 | 15      |       |
| NQ  | 23 | Vitantonio Liuzzi  | HRT-Cosworth         |      | Non qualificato              |         |       |
| NQ  | 22 | Narain Karthikeyan | HRT-Cosworth         |      | Non qualificato              |         |       |

## Classifiche Mondiali

### Piloti
| Pos | Pilota           | Punti |
| --- | ---------------- | ----- |
| 1   | Sebastian Vettel | 25    |
| 2   | Lewis Hamilton   | 18    |
| 3   | Vitalij Petrov   | 15    |
| 4   | Fernando Alonso  | 12    |
| 5   | Mark Webber      | 10    |
| 6   | Jenson Button    | 8     |
| 7   | Felipe Massa     | 6     |
| 8   | Sébastien Buemi  | 4     |
| 9   | Adrian Sutil     | 2     |
| 10  | Paul Di Resta    | 1     |

### Costruttori
| Pos | Team                 | Punti |
| --- | -------------------- | ----- |
| 1   | RBR-Renault          | 35    |
| 2   | McLaren-Mercedes     | 26    |
| 3   | Ferrari              | 18    |
| 4   | Renault              | 15    |
| 5   | STR-Ferrari          | 4     |
| 6   | Force India-Mercedes | 3     |

## Decisioni della FIA
Al termine della gara, la FIA squalifica le Sauber di Sergio Pérez e Kamui Kobayashi, rispettivamente settimo e ottavo, a causa di un'irregolarità all'ala posteriore, portando così ad un riaggiornamento della classifica: Felipe Massa e Sébastien Buemi, classificati al nono e decimo posto, guadagnano due posizioni, mentre Adrian Sutil e Paul di Resta entrano in zona punti.